# Lusignac
Lusignac település Franciaországban, Dordogne megyében. Lakosainak száma 163 fő (2022. január 1.). Lusignac Saint-Martial-Viveyrol, Allemans, Bertric-Burée, Bouteilles-Saint-Sébastien, Verteillac és Saint-Paul-Lizonne községekkel határos.

## Népesség
A település népességének változása:
| Lakosok száma | 210  | 192  | 192  | 180  | 189  | 185  | 180  | 167  | 161  | 163  |
|               | 1968 | 1982 | 1990 | 2006 | 2013 | 2015 | 2017 | 2019 | 2020 | 2022 |